# 인공뼈
인공뼈는 기존의 뼈가 지지기능을 못하도록 손상되었을 경우 조직이 회복될 수 있도록 혹은 기존의 뼈의 역할을 대체할 수 있도록 하기 위해 사용하는 대체물을 의미한다.

## 인공뼈 소재 조건
인공뼈로서 적합한 소재를 선택하는데 몇가지 조건에 맞아야 한다.
인공뼈 소재는 면역반응이 일어나지 않으며 기존의 조직들이 잘 결합할 수 있어야 한다. 오랜 시간이 지나도 잘 분해되지 않아야 하며, 세포에 의해 생분해 되더라도 그 산물이 독성을 갖지 않아야 한다. 또한 기존의 뼈와 유사한 강성, 탄성을 가져야 하며 너무 크거나 작은 강성과 탄성을 가지면 기존 조직이 재생되지 못하고 괴사하여 문제가 발생할 수 있다. 또한 인공뼈는 3차원적인 다공성 구조로 만들어져 혈관 및 조직에 영향을 주지 않아야 한다.

## 인공뼈 소재
인공뼈의 소재로는 금속, 고분자, 세라믹 등이 사용된다.
- 금속류 대체제

현재 사용되는 금속류 대체제로는 강철(Stainless Steel), 코발트 크롬 합금(Co-Cr 합금), 타이타늄 합금(Ti 합금) 등이 있다. 금속류 대체제는 다른 종류의 대체제에 비해 높은 강성을 가지고 있다. 그러나 이들은 무겁고 부식을 완전하게 막을 수 없다는 단점이 있다. 특히 타이타늄 합금은 생체 적합성이 우수하여 많이 사용된다. 금속류 대체제들 중 가장 안정성이 높은 것은 타이타늄 합금으로, 타이타늄은 신체 내에서 면역반응을 일으키지 않고, 타이타늄 표면의 산화 타이타늄 산화막이 금속의 부식을 막아주며, 용출을 차단해준다. 또한 타이타늄 합금은 골 탄성률에 상대적 가까운 값을 갖고 있다. 최근에 들어서는 마그네슘 합금(Mg 합금)의 생분해성, 생체 흡수성, 강성 등이 매우 적합하다 여겨지고 있다. 다만 생분해 속도가 너무 빠르다는 단점이 있어 이를 개선하는 연구가 진행 중이다.
- 생체 분해성 고분자 대체제

고분자 대체제는 인공뼈로의 제작의 용이성과 생체 친화성이 높고 가볍고 유연하다는 많은 장점이 있다. 그러나 강도가 낮다. 이러한 고분자 물질의 예로는 PLGA(Polylactide-co-Glycolide), PGA, PLA 등이 있으며, 이들은 독성이 없는 천연 대사물로 체내에서 분해시 물과 이산화탄소로 분해되어 매우 안전하다.
- 세라믹 대체제

세라믹 대채제는 생체적합성이 우수하며, 높은 세포적합성을 가진다. 또한 높은 내마모성을 가지며 압축강도가 우수하다. 그러나 제작하기 힘들며, 충격에 약해 깨지기 쉽다는 단점이 있다. 주로 알루미나, 지르코니아, 티타니아, 인산칼슘의 혼합물과 부산물이 세라믹 소재의 인공뼈로 많이 사용된다.
- 복합재료 대체제

고분자 대체제와 세라믹 대체제를 적절하게 혼합하여 뼈의 재생, 물리적,기계적, 생물학적 특성이 인공뼈에 알맞도록 개발한 소재이다. 세라믹의 충격에 약해 깨지기 쉬운 단점을 고분자 물질을 이용해 보완하였다.

## 참고 문헌
http://dl.nanet.go.kr/SearchDetailList.do
인공뼈 재료의 필수조건 및 최신 연구 동향, 김종헌, 2013